# Borghetto (Civita Castellana)
Borghetto è una frazione del comune italiano di Civita Castellana, nella provincia di Viterbo, nel Lazio.

## Geografia fisica

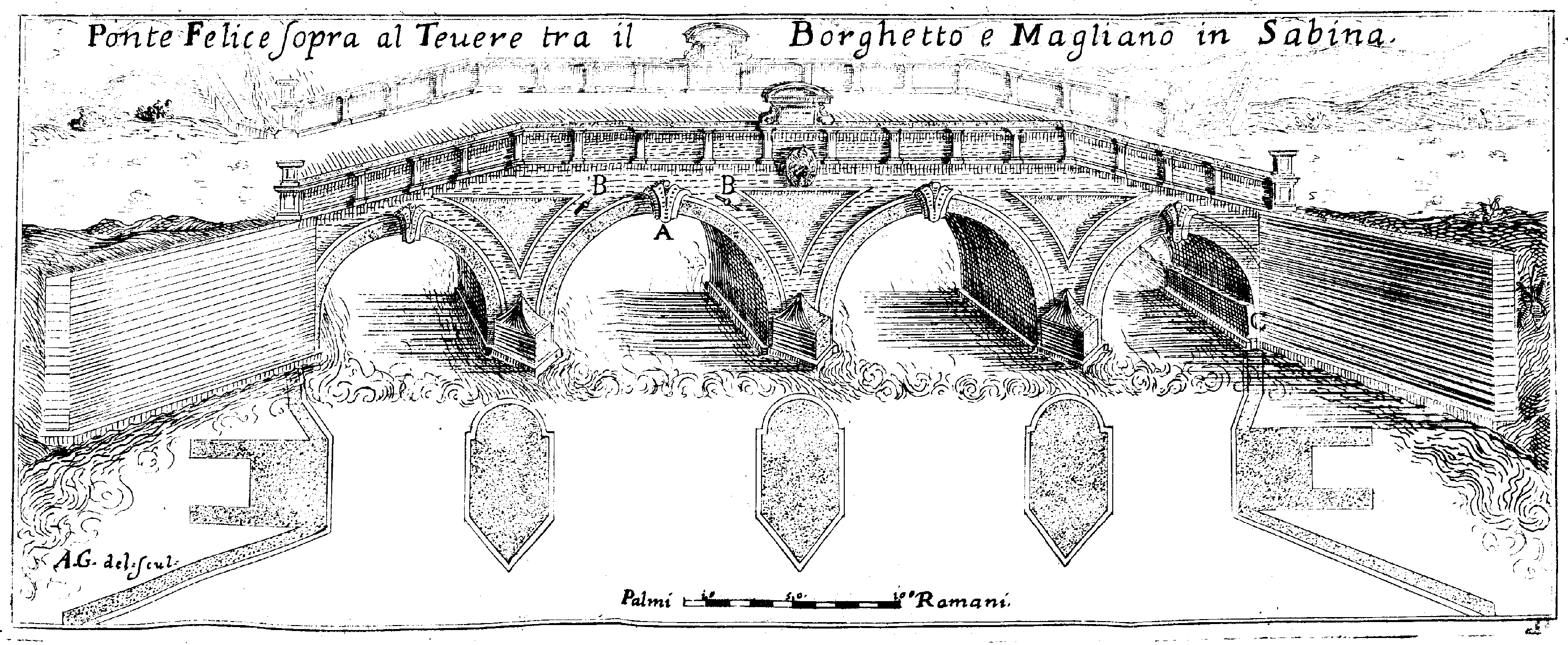
Ponte Felice sopra al Tevere tra Borghetto e Magliano Sabina nel 1676

Il centro abitato di Borghetto si trova al di sotto di un costone tufaceo nella valle del Tevere, tra la foce del Rio di Borghetto.

## Storia

### Età antica
Il territorio di Borghetto risulta già frequentato in età preistorica, arcaica e romana.

### Medioevo
I primi riferimenti al centro abitato risalgono al XII secolo, quando è ricordato come dipendente dall'abbazia di Santa Maria di Falleri. In epoca medievale vi si trovava un castello, la rocca di San Leonardo, che ebbe particolare rilievo nel Rinascimento per la sue attività artigianali legati alle fornaci da calce e fabbriche di laterizi, che incrementeranno l'urbanistica del borgo anche al di fuori dell'area castellana.
Nel dicembre 1798, a Borghetto nelle vicinanze del ponte Felice, si combatté una fase della Battaglia di Civita Castellana tra le truppe della Prima Repubblica Francese comandate da Étienne Macdonald e quelle Borboniche chiamate in soccorso dalla monarchia pontificia, guidate dall'austriaco Karl Mack, scontri che furono decisivi per l'instaurazione della Prima Repubblica Romana, probabilmente fu cannonata e incendiata la rocca che subì da allora un declino fino all'abbandono odierno.

### Risorgimento
Nel 1831 lo Stato Pontificio e' investito dai moti e dalle agitazioni. Il 27 Febbraio una colonna di rivoluzionari penetra nel territorio pontificio ed è affrontata dalle truppe papaline tra Borghetto e Civita Castellana.
Durante la campagna garibaldina del 1867, nel tentativo di occupazione dello Stato pontificio, avvenne uno scontro tra volontari garibaldini e truppe pontifice in località Borghetto, tra il 19 e il 20 ottobre 1867 una colonna di volontari garibaladini al comando di Giacomo Galliano e Girolamo Corseri, partì da Celleno dove la giunta comunale concesse loro gli alimentari disponibili presso gli spacci del paese e 250 lire, si diresse verso Vitorchiano, Canepina e Gallese nella Valle del Tevere, poi proseguì fino a Borghetto, frazione di Civita Castellana, dove un'iscrizione ricorda il volontario garibaldino, Giuseppe Taschini di Celleno, posta frontalmente alla via Flaminia all'angolo della principale via di Borghetto a lui dedicata:
« GIUSEPPE TASCHINI DI CELLENO / CHE IL 28 OTTOBRE 1867 / NELLA IMPARI LOTTA COI SOLDATI DELLA TIRANNIDE / IN QUESTO PICCOLO BORGO / CADENDO IL DIRITTO ITALIANO AFFERMÒ / LA SOCIETÀ DEI REDUCI DELLE PATRIE BATTAGLIE / IN CIVITA CASTELLANA / CON SPONTANEO CONCORSO DEI PATRIOTI / POSERO CONOSCENTE E DURABIL MEMORIA / IL DÌ 28 OTTOBRE 1878.»
La battaglia si concluse con la sconfitta dei volontari garibaldini che, attraversato il Tevere su ponte Felice, si ritirarono verso Magliano Sabina. Nel frattempo, con una fuga rocambolesca, Garibaldi riuscì a fuggire da Caprera eludendo la Regia Marina con un beccaccino da pesca e a raggiungere il grosso delle truppe che si trovava a Passo Corese.

### Resistenza al nazifascismo
Durante la lotta di liberazione dal nazifascismo nella Valle del Tevere nei pressi di Borghetto avvenne un'azione legata alla resistenza, ricordata nelle memorie di Edmondo Marinelli comandante partigiano del Btg. Giovanni Manni- Brigata garibaldina A. Gramsci:
«Ai primi di novembre (1943) venuto a conoscenza che un caccia tedesco era stato abbattuto, da aerei alleati, con Mario Formaggi, Ultimo Bussoletti, Alverio Forti, ex carabiniere, Villemo Maggi, Luigi Commissari e Stefano Rossi ci recammo a Francellini (frazione del comune di Magliano Sabina nella valle del Tevere) vicino alla stazione di Civita Castellana. Smontammo alla meglio due mitragliere, prendemmo su alla meglio qualche nastro di munizioni, e riposto tutto in un fascio di scopigli, le trasportammo di notte a Otricoli e a Gualdo. Potemmo renderle funzionanti grazie a Egisto Rossi, al quale avevamo recuperato a San Gemini un tornio che i tedeschi stavano trafugando in Germania.»

## Monumenti e luoghi d'interesse

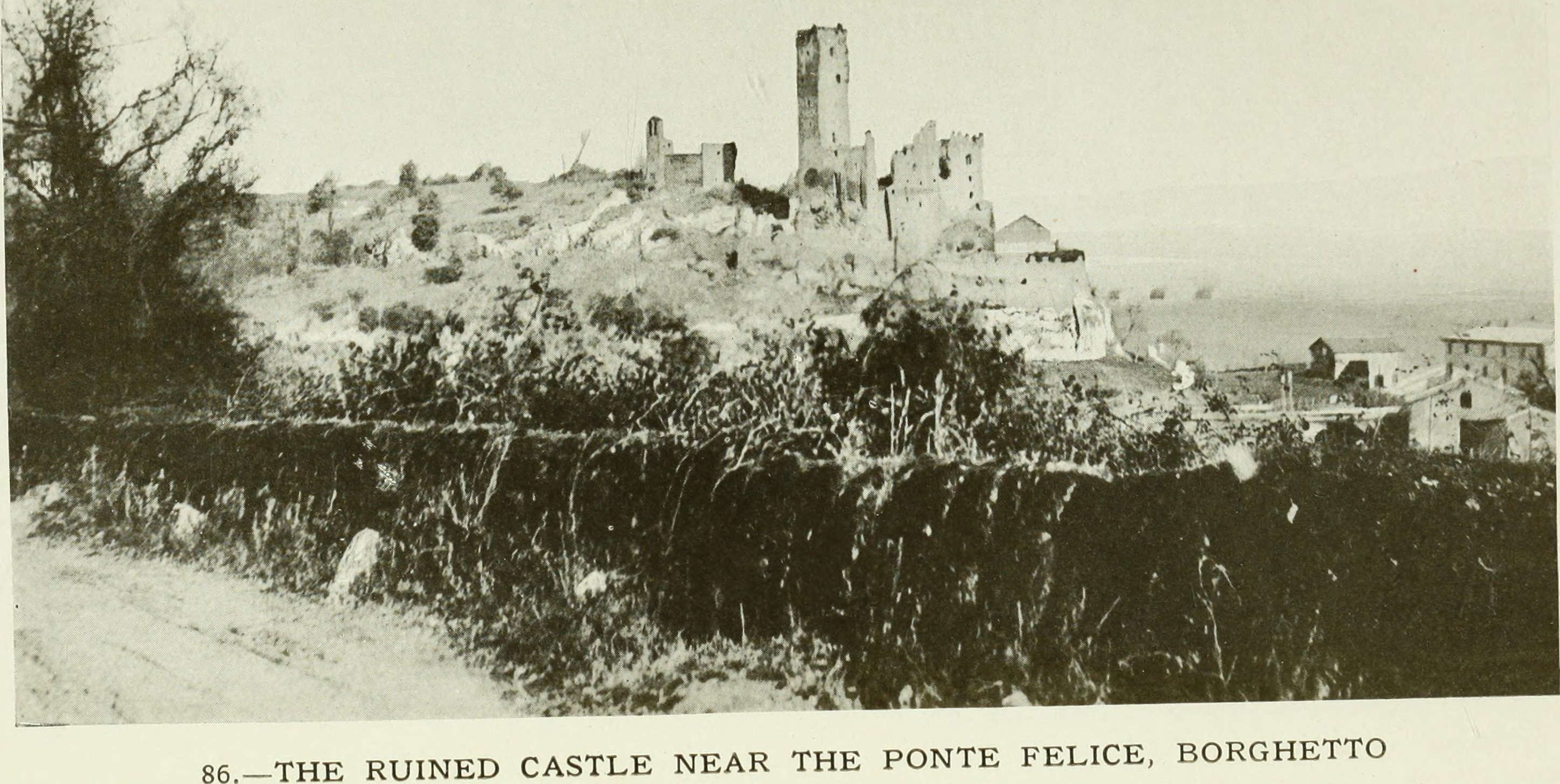

- Chiesa di San Leonardo, antica chiesa castellana risalente al XIV secolo.[16]
- Ruderi del castello di Borghetto[2][3][17]
- Ponte Felice[18]
- Necropoli rupestri
- Resti del tracciato della via Tiberina, strada del Tiro (Alzaia)
- Resti della via Flaminia

## Infrastrutture e trasporti

### Strade
- Borghetto si trova sulla Strada statale Flaminia SS3, che collega il territorio comunale di Civita Castellana al vicino casello A1-Autostrada del Sole di Magliano Sabina.
- Altra arteria che attraversa Borghetto e' la Strada statale 315 che partendo dalla via Flaminia la collega a Gallese scalo e Orte.

### Ferrovie
La stazione di Borghetto, Stazione di Civita Castellana-Magliano, si trova sulla Ferrovia storica Roma-Firenze, Linea metropolitana FL1 Orte-Fiumicino aeroporto.
Il centro abitato di Borghetto e' attraversato in sopraelevata, rispetto alla Valle del Tevere, dalla linea dei treni ad alta velocita'.